# Le Hobbit : Le Retour du roi du Cantal
Pour plus de détails, voir Fiche technique et Distribution.
Le Hobbit : Le Retour du roi du Cantal est un long métrage parodique réalisé par Léo Pons, adapté du roman de J. R. R. Tolkien et des films de Peter Jackson. Tourné entièrement dans le Cantal, il raconte les aventures de Bilbon Sacquet, Gandalf le magicien et de Thorin, cherchant à reconquérir leurs terres du Cantal. Le but premier du film est de promouvoir de manière humoristique le Cantal. La plupart des acteurs du film sont doublés par les comédiens ayant déjà prêté leur voix pour les versions françaises des films Le Seigneur des anneaux ou encore Le Hobbit.
Il est diffusé en avant-première au cinéma d'Aurillac le 8 juillet 2015, avant d'être distribué dans plusieurs salles de cinémas en Auvergne durant le mois d'août 2015. Le réalisateur Léo Pons organise régulièrement des projections publiques dans de nombreux villages du Cantal et d'Auvergne.
Le film est commercialisé en DVD à partir du mois de novembre 2015.

## Synopsis
Le roi Thorin, Bilbon le Hobbit et Gandalf le magicien vont rechercher des alliés, afin de sauver le royaume.

## Fiche technique
Source IMDb
- Titre original : Le Hobbit : le Retour du roi du Cantal
- Réalisation : Léo Pons
- Montage : Léo Pons
- Société de production : Leomedias (France, 2015, en DVD)
- Pays de production :  France
- Langue : français
- Genre : aventures, fantasy, parodique
- Durée : 67 minutes
- Format : couleurs
- Budget de production (estimation) : 6 000 €
- Date de sortie : 
  - France : 8 juillet 2016 (avant-première)

## Distribution
Source IMDb
- Arthur Rey (VF : Julien Sibre) : Bilbon Sacquet
- Mathieu Kahn (VF : Xavier Fagnon) : Thorin
- Antoine Tomé : le seigneur d'Aurillac
- Eric Mons (VF : Pierre-Alain de Garrigues) : Belledor
- Déborah Perret : la narratrice
- Philippe Coudert (VF : Marc Cassot) : Bilbon âgé
- Yvan Guespin (VF : Benoît Allemane) : Gandalf
- Clarisse Duterne (VF : Laëtitia Lefebvre) : Arwen
- Roger-Claude Delauney (VF : David Richard) : Bolg
- Yvan de Sequiere (VF : Patrick Béthune) : le seigneur de Marcolès
- Alexandre Loubeyre (VF : Jean-Claude Donda) : Balin
- Brian Senaud (VF : Vincent Grass) : Bofur
- Dylan Gracia (VF : Antoine Tomé) : Bifur
- Julien Caumel (VF : Bruno Dubernat) : Uldor
- Sylvain Caruso : Gollum
- Alexis Richard (VF : Cédric Dumond) : Déor
- Denis Moulin (VF : Constantin Pappas) : Homme du nord
- Yuna Ricard (VF : Déborah Perret) : Galadriel
- Alban Gouyon (VF : Alexandre Gillet) : Frodon
- David Richard (VF : Roger Claude Delaunay) : Bolg
- Gérard Surugue, Pierre Tessier, Jean-François Vlérick, Constantin Pappas, Boris Rehlinger : voix additionnelles

## Autour du film
- Le tournage a débuté le 20 août 2014 et s'est achevé le 30 avril 2015. Au total, près de 20 jours de tournage, éparpillés sur 8 mois, ont été nécessaires.
- Le film a eu de nombreuses retombées dans la presse nationale et internationale, notamment après la mise en ligne de la bande-annonce sur Youtube, qui a été visionnée plus de 200 000 fois en quelques jours.
- L'idée du film est venue à Léo Pons lorsque, en visionnant Le Seigneur des anneaux, il s'est "rendu compte que les paysages de la saga ressemblent comme deux gouttes d’eau à ceux du Cantal".
- De la taverne de Lulu, aux travées du stade Jean Alric en passant par la recette du pounti et les villages de la Châtaigneraie, le film fait la part belle aux personnages, mets, paysages et lieux emblématiques du Cantal.
- La plupart des comédiens ayant participé au doublage des sagas Le Seigneur des anneaux et Le Hobbit ont accepté de prêter leur voix au film.
- Plusieurs troupes médiévales comme Les Faydits d'Oc, Les Rescapés d'Aymeric et Les Compagnons d'Orlhac ont participé au tournage du film.
- Le film, d'un budget d'environ 6000€, a été en partie financé grâce au financement participatif sur Touscoprod, à la réserve parlementaire du député Alain Calmette et à une subvention du Conseil départemental du Cantal.
- Près de 2000 DVD du film ont été vendus dans le seul département du Cantal en 2016.

## Lieux de tournage
- Département du Cantal en  France
  - Arpajon-sur-Cère
  - Aurillac[1]
  - Boisset
  - Polminhac (notamment au Château de Pesteils)[1]
  - Montsalvy
  - Carlat
  - Marcolès
  - Vic-sur-Cère
  - Laveissière
  - Gorges du Pas de Cère